# Каменне (Білохолуницький район)
Ка́менне (рос. Каменное) — селище у складі Білохолуницького району Кіровської області, Росія. Входить до складу Троїцького сільського поселення.
Населення поселення становить 153 особи (2010, 214 у 2002).
Національний склад станом на 2002 рік — росіяни 95 %.